# 719987 Zhonghe
719987 Zhonghe este o planetă minoră (asteroid) din centura de asteroizi. A fost descoperită pe 10 octombrie 2017 la  de . 
Obiectul prezintă o orbită caracterizată de o semiaxă mare de 2,750230118059 UAi, o excentricitate de 0,056442770907704, o înclinație de 2,8924602366925 ° în raport cu ecliptica.